# Sân bay Rijeka
Sân bay Rijeka (tiếng Croatia: Zračna luka Rijeka) (IATA: RJK, ICAO: LDRI) là sân bay phục vụ Rijeka, Croatia. Sân bay này nằm ở đảo Krk, cách nhà ga đường sắt Rijeka 27 km. Phần lớn giao thông hàng không ở sân bay này do các hãng hàng không giá rẻ châu Âu đưa du khách đến các bãi biển phía bắc Croatia. Sân bay này đã phục vụ 210.000 lượt khách năm 2006.

## Các hãng hàng không và các tuyến bay
- Arkia Israel Airlines (Tel Aviv)
- Croatia Airlines (London-Heathrow, Zagreb)
- Israir Airlines (Tel Aviv)
- Norwegian Air Shuttle (Oslo)
- Sun d'Or International Airlines (Tel Aviv)
- TUIfly (Cologne/Bonn, Hanover, Munich, Stuttgart)